# Machico
Матико Сайто (яп. 齊藤 真知子 Сайто: Матико, род. 25 марта 1992 года), более известная как Machico — японская певица и сэйю, сотрудничающая с агентством Horipro. Сделала свой музыкальный дебют в 2012 году после участия в проводимом агентством прослушивании, исполнив главную тему к компьютерной игре. В 2013 году певица была выбрана для озвучивания Цубасы Ибуки, героини мобильной игры The Idolmaster: Million Live!. Machico выпустила четыре альбома с 2014 по 2017 год и открыла свой официальный фан-клуб в конце 2016 года.

## Биография
Карьера Machico началась после того, как она приняла участие в 36-й кампании по поиску талантов, проводимой агентством Horipro, где она стала финалисткой. Хотя она не была объявлена победительницей на мероприятии, в 2012 году она совершила свой музыкальный дебют, когда была выбрана для исполнения песни «Magical Happy Show!», которая использовалась в качестве главной темы к визуальному роману Supipara: Alice the Magical Conductor. Сингл вышел 23 мая 2012 года.
В качестве сэйю Machico дебютировала в 2013 году, когда её выбрали для озвучивания героини мобильной игры The Idolmaster: Million Live! Цубасы Ибуки. 11 июня 2014 года певица выпустила свой первый альбом под названием COLORS, который занял 64-е место в еженедельном чарте Oricon. Её второй альбом COLORS II -RML- вышел 8 апреля 2015 года и достиг 86-го места в том же чарте. В этом же году она сыграла саму себя в аниме Sore ga Seiyuu!.
Песня Machico «fantastic dreamer» стала открывающей композицией аниме-сериала 2016 года Kono Subarashii Sekai ni Shukufuku o!. Сингл вышел 27 января 2016 года и занял 42-е место в еженедельном чарте Oricon. Следующий сингл певицы «Yūki no Tsubasa» (яп. 勇気のつばさ Ю:ки но Цубаса, «Крылья храбрости») был выпущен 9 ноября 2016 года. Он использовался в качестве финальной темы аниме 12-sai.: Chicchana Mune no Tokimeki 2nd Season. В декабре 2016 года Machico открыла свой официальный фан-клуб под названием ZO≒NA. Её четвёртый сингл «TOMORROW» стал открывающей композицией Kono Subarashii Sekai ni Shukufuku o! 2. Он вышел 1 февраля 2017 года и достиг 23-го места в еженедельном чарте Oricon. Кроме того, в том же году Machico исполнила песню «Million Smile», которая использовалась как начальная тема Kono Subarashii Sekai ni Shukufuku o! -Kono Yokubukai Game ni Shinpan o!-, видеоигры по мотивам франшизы. Следующий сингл певицы «Kore Kara» (яп. コレカラ Корэ Кара, «Отныне»), который послужил в качестве опенинга аниме Ryuuou no Oshigoto!, был издан 31 января 2018 года и занял 32-е место в еженедельном чарте Oricon.

## Дискография

### Синглы
| Дата выхода    | Сингл                 | Высшие позиции в чартах Oricon | Альбом         | Примечания                                                                  |
| -------------- | --------------------- | ------------------------------ | -------------- | --------------------------------------------------------------------------- |
| 23 мая 2012    | «Magical Happy Show!» | 87                             | —              | Главная тема игры Supipara: Alice the Magical Conductor                     |
| 27 января 2016 | «fantastic dreamer»   | 42                             | Ambitious* SOL | Открывающая композиция аниме Kono Subarashii Sekai ni Shukufuku o!          |
| 9 ноября 2016  | «Yūki no Tsubasa»     | 114                            | SOL            | Закрывающая композиция аниме 12-sai.: Chicchana Mune no Tokimeki 2nd Season |
| 1 февраля 2017 | «TOMORROW»            | 23                             | SOL            | Открывающая композиция аниме Kono Subarashii Sekai ni Shukufuku o! 2        |
| 31 января 2018 | «Kore Kara»           | 32                             | —              | Открывающая композиция аниме Ryuuou no Oshigoto!                            |

### Альбомы
| Дата выхода   | Альбом          | Высшие позиции в чартах Oricon |
| ------------- | --------------- | ------------------------------ |
| 11 июня 2014  | COLORS          | 64                             |
| 8 апреля 2015 | COLORS II -RML- | 86                             |
| 27 июля 2016  | Ambitious*      | 63                             |
| 24 мая 2017   | SOL             | 68                             |

## Роли

### Аниме-сериалы
- Glasslip (2014) — член плавательного клуба
- Sore ga Seiyuu! (2015) — Machico (камео)
- Seiken Tsukai no World Break — Софи Мертезакер
- Hundred (2016) — Накри Олфред
- Sansha Sanyou (2016) — Сэрина Нисияма
- Kirakira Precure a la Mode (2017) — Аянэ Мисаки
- Shuumatsu Nani Shitemasu ka? Isogashii Desu ka? Sukutte Moratte Ii Desu ka? (2017) — Айсея Майз Валгалис
- Uma Musume Pretty Derby (2018) — Токай Тэйо

### Игры
- The Idolmaster Million Live! (2013) — Цубаса Ибуки[1]
- Uma Musume Pretty Derby (2021) — Токай Тэйо
- Girls' Frontline 2: Exilium (2023) — Шарки
- Zenless Zone Zero (2024) — Сокаку

### Drama CD
- The Idolmaster Million Live! (2015) — Цубаса Ибуки[1]
- The Idolmaster Million Live! (2016) — Цубаса Ибуки[1]